# Foro Romano
Il Foro Romano (dal latino Forum Romanum, sebbene tra i Romani fosse meglio conosciuto come Forum Magnum o semplicemente Forum) è un'area archeologica di Roma racchiusa tra il Palatino, il Campidoglio, Via dei Fori Imperiali ed il Colosseo, costituita dalla stratificazione dei resti di quegli edifici e monumenti di epoche eterogenee che per gran parte della storia antica di Roma rappresentarono il centro politico, giuridico, religioso ed economico della città di Roma, oltre che il centro nevralgico dell'intera civiltà romana.
Dall'età regia fino all'avvento dell'età medievale la valle del Foro è stata teatro di eventi e sede di istituzioni di importanza tale da aver determinato a più riprese il corso storico della civiltà occidentale, e da aver influenzato in modo preponderante le basi politiche, giuridiche, culturali e filosofiche del pensiero occidentale.
Dopo una fase di declino iniziata nell'età tardoantica il Foro fu oggetto di frequenti spoliazioni e cambi di destinazione d'uso fino a ritrovarsi, nel XVI secolo, quasi completamente interrato e stabilmente utilizzato come pascolo per i bovini, da cui la denominazione di Campo Vaccino.
Su impulso del rinato e crescente interesse per gli studi storico-archeologici di fine Ottocento e anche a causa delle imponenti ristrutturazioni urbanistiche dell'Italia post-unitaria e fascista, l'area del Foro è stata gradualmente riportata alla luce e studiata, diventando con il Colosseo e il Palatino uno dei siti archeologici più illustri e visitati al mondo.

## Descrizione storica

### Origini
La valle del Foro, paludosa e inospitale, venne utilizzata tra X e VII secolo a.C. come necropoli dei primi villaggi stanziati sulle colline circostanti. Secondo lo storico Tacito la piana del Foro, come pure il vicino colle del Campidoglio, furono aggiunti alla Roma quadrata (Palatino) di Romolo da Tito Tazio.
Tito Livio e altri autori antichi raccontano che, poco dopo la fondazione di Roma, fu combattuta nell'area del futuro foro romano una grande battaglia tra Romani e Sabini: la Battaglia del lago Curzio. Causa dello scontro fu il tradimento della vergine vestale, Tarpeia, figlia del comandante della vicina rocca romana Spurio Tarpeio, la quale, corrotta con dell'oro da Tito Tazio, fece entrare nella cittadella fortificata sul Campidoglio un drappello di armati con l'inganno. L'occupazione dei Sabini della rocca, portò i due eserciti a schierarsi ai piedi dei due colli (Palatino e Campidoglio, proprio dove più tardi sarebbe sorto il foro romano), mentre i capi di entrambi gli schieramenti incitavano i propri soldati alla lotta: Mevio Curzio per i Sabini e Osto Ostilio per i Romani. Il campo di battaglia era circondato da molte colline, non offrendo alle due armate vie di fuga sufficienti o limitate zone per inseguire il nemico "in rotta".

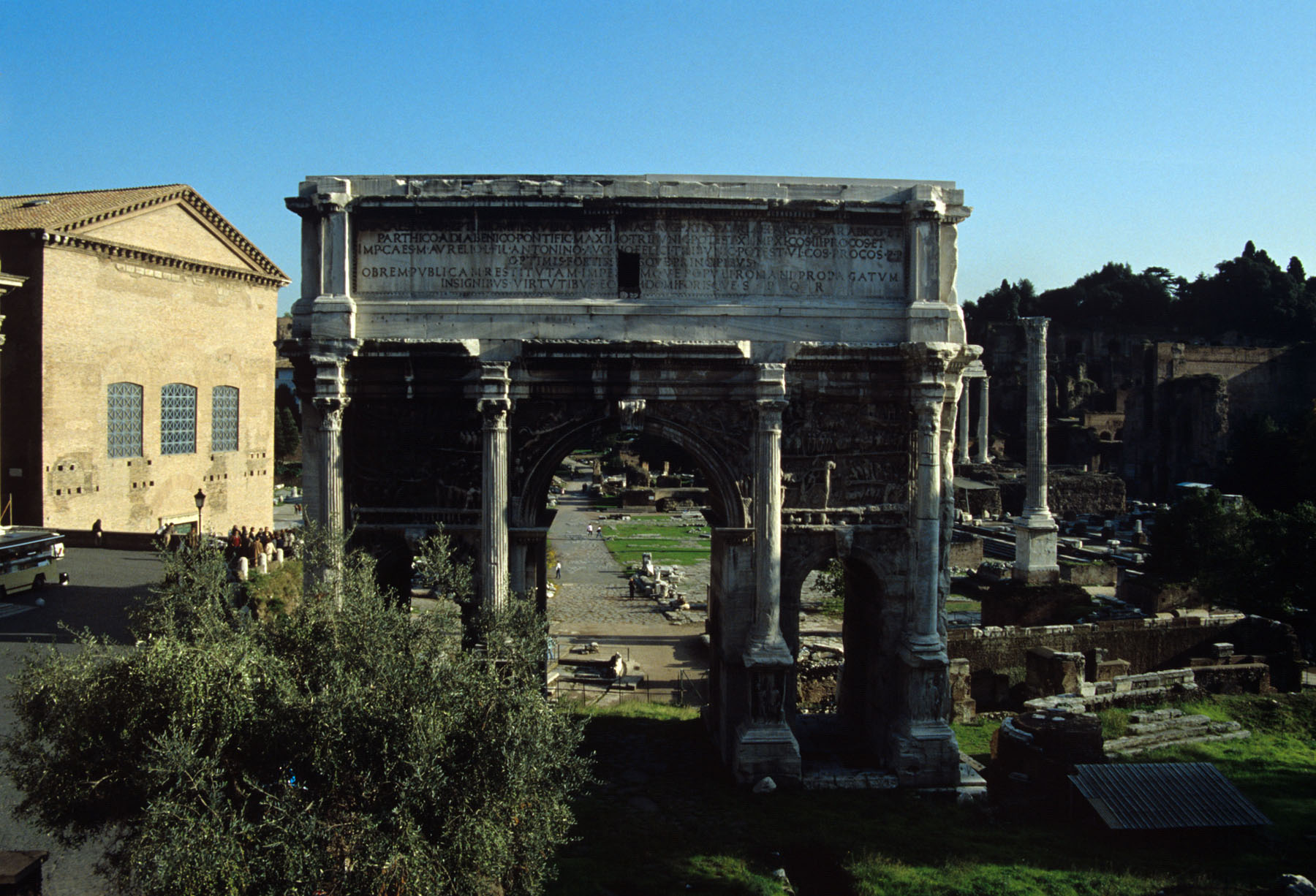
Da sinistra la Curia, arco di Settimio Severo, il tempio di Vesta, colonna di Foca, il Palatino

Si racconta che nel corso della battaglia, Romolo, vedendo i suoi indietreggiare, invocò Giove e gli promise in caso di vittoria un tempio a lui dedicato (nei pressi del foro romano); quindi si lanciò nel mezzo della battaglia riuscendo a contrattaccare fino ai luoghi dove, pochi anni più tardi, sarebbero sorti la cosiddetta Regia e il tempio di Vesta.
Fu in questo momento che le donne sabine, che erano state rapite in precedenza dai Romani, si lanciarono sotto una pioggia di lance tra le opposte fazioni per dividere i contendenti e placarne la collera.
(Tito Livio, Ab Urbe condita libri, I, 13.)
Con questo gesto entrambi gli schieramenti si convinsero a stipulare un trattato di pace, varando l'unione tra i due popoli, associando i due regni e trasferendo il potere decisionale a Roma, mentre il vicino lago nei pressi dell'attuale foro romano, fu chiamato in ricordo di quella battaglia e del comandante sabino scampato alla morte (Mevio Curzio), Lacus Curtius.

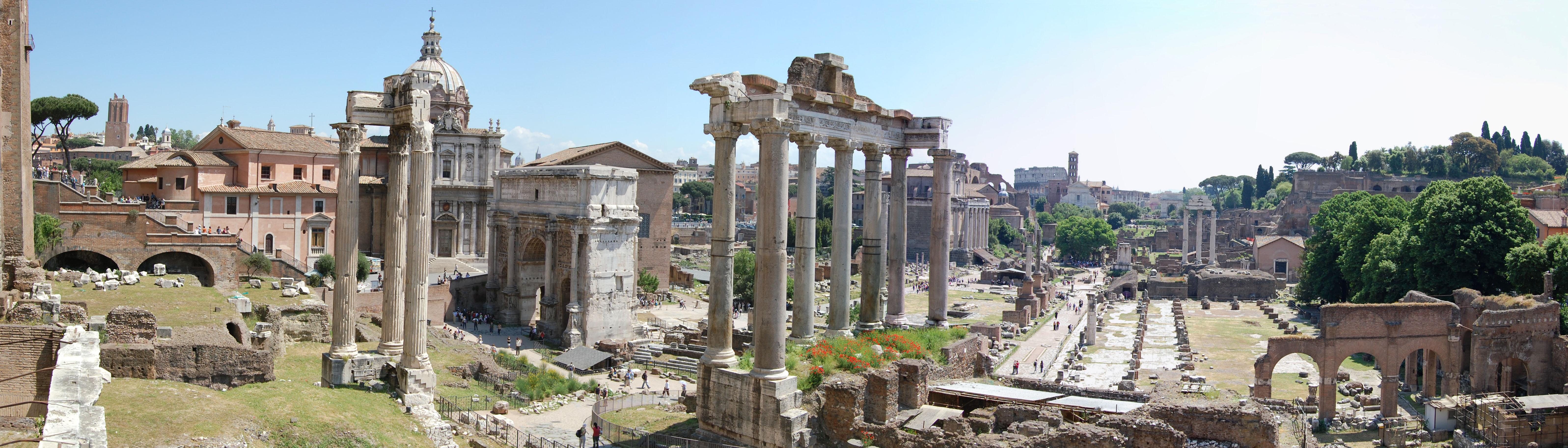
Il Foro Romano: da sinistra il Tempio di Vespasiano, l'arco di Settimio Severo e il Tempio di Saturno. Più a destra lo spiazzo della Basilica Giulia davanti alle tre colonne del Tempio dei Dioscuri e il colle Palatino.

Solamente verso il 600 a.C., a opera del re etrusco Tarquinio Prisco, la valle venne drenata con la costruzione della Cloaca Massima e ricevette una pavimentazione in tufo; la piazza di forma rettangolare nacque come luogo di mercato oltre che per lo svolgimento della vita politica e giudiziaria, in un punto centrale della città verso cui convergevano molte importanti strade, la più importante delle quali era la Via Sacra, che correva dalle pendici del Campidoglio fino all'Arco di Tito.

### Periodo regio
Alla seconda metà del VI secolo a.C. appartengono i monumenti arcaici del Comizio, la più antica sede dell'attività politica di Roma. Il Comizio costituiva uno spazio ritualmente orientato secondo i punti cardinali. Nei pressi di questo complesso, un'area pavimentata in pietra scura, il Lapis niger, era secondo la leggenda legata al luogo della morte di Romolo: qui è stata rinvenuta la più antica iscrizione latina conosciuta, ritenuta essenziale (importanti furono i saggi su di essa da parte del glottologo alatrense Luigi Ceci) per lo studio dell'evoluzione della lingua e della scrittura italiana. Sul lato a ovest del Comizio verso le pendici del Campidoglio, in prossimità del cosiddetto Umbilicus Urbis, si trovava il Volcanale, un antichissimo santuario dedicato al dio Vulcano, fondato secondo la leggenda da Tito Tazio.
Sempre al VI secolo risalirebbero la Regia, il luogo in cui il Rex sacrorum e il pontefice massimo esercitavano la loro funzione sacrale, la Curia detta Hostilia (costruita secondo la tradizione dal re Tullo Ostilio), il tempio di Vesta a pianta circolare e altri importanti santuari. I resti attualmente visibili di questi edifici, appartengono però tutti a delle ricostruzioni successive.

### Periodo repubblicano
Agli inizi del V secolo a.C. sono da ricondurre l'inaugurazione del tempio di Saturno, con l'annessa sede dell'erario (il tesoro di Roma), e il tempio dei Càstori (484), dedicato ai Dioscuri, Castore e Polluce. Sempre nel V secolo (445) avvenne la consacrazione del Lacus Curtius a opera del Console Gaio Curzio Filone.
Nel IV secolo a.C. fu costruito, sul lato verso il Campidoglio, il tempio della Concordia, in occasione dell'accordo tra patriziato e plebe. La tribuna del Comizio fu abbellita con i Rostra, ossia i rostri delle navi catturate alla flotta della città di Antium.
Nel 210 a.C. Tito Livio racconta che nella notte precedente la festa dei Quinquatri scoppiò un incendio intorno al Foro in più punti. Contemporaneamente vennero distrutte dal fuoco sette botteghe, in seguito sostituite da altre cinque e da nuove botteghe per gli argentari. Vennero poi aggrediti dal fuoco anche alcuni edifici privati, in quanto non vi erano in quell'area ancora le basiliche. Furono incendiate anche le carceri, il mercato del pesce e l'atrio della Regia. Il tempio di Vesta venne a fatica salvato, grazie soprattutto a tredici schiavi, che furono subito dopo riscattati a spese pubbliche e liberati. L'incendio continuò notte e giorno e non vi fu alcun dubbio che non fosse stato doloso, considerando che il fuoco era stato appiccato contemporaneamente in più luoghi diversi.
Una rinnovata spinta edilizia trasformò il Foro a partire dal II secolo a.C.: Silla regolarizzò lo sfondo verso il Campidoglio costruendo sul colle il Tabularium e intorno alla piazza si ebbe la costruzione delle quattro basiliche, destinate all'amministrazione della giustizia e allo svolgimento degli affari (Porcia, Emilia, Sempronia, Opimia); delle quattro basiliche la Basilica Emilia è giunta fino a noi attraverso numerosi rifacimenti, mentre la Porcia e la Sempronia furono sostituite dalla Basilica Giulia, costruita per ordine di Cesare e terminata sotto Augusto. Inoltre sotto Cesare si ebbe un radicale spostamento della Curia Giulia, che al posto dell'antico rituale orientamento secondo i punti cardinali, venne orientata secondo gli assi del contiguo Foro di Cesare. Contemporaneamente la tribuna dei Rostra venne spostata verso il Campidoglio.

### Periodo imperiale

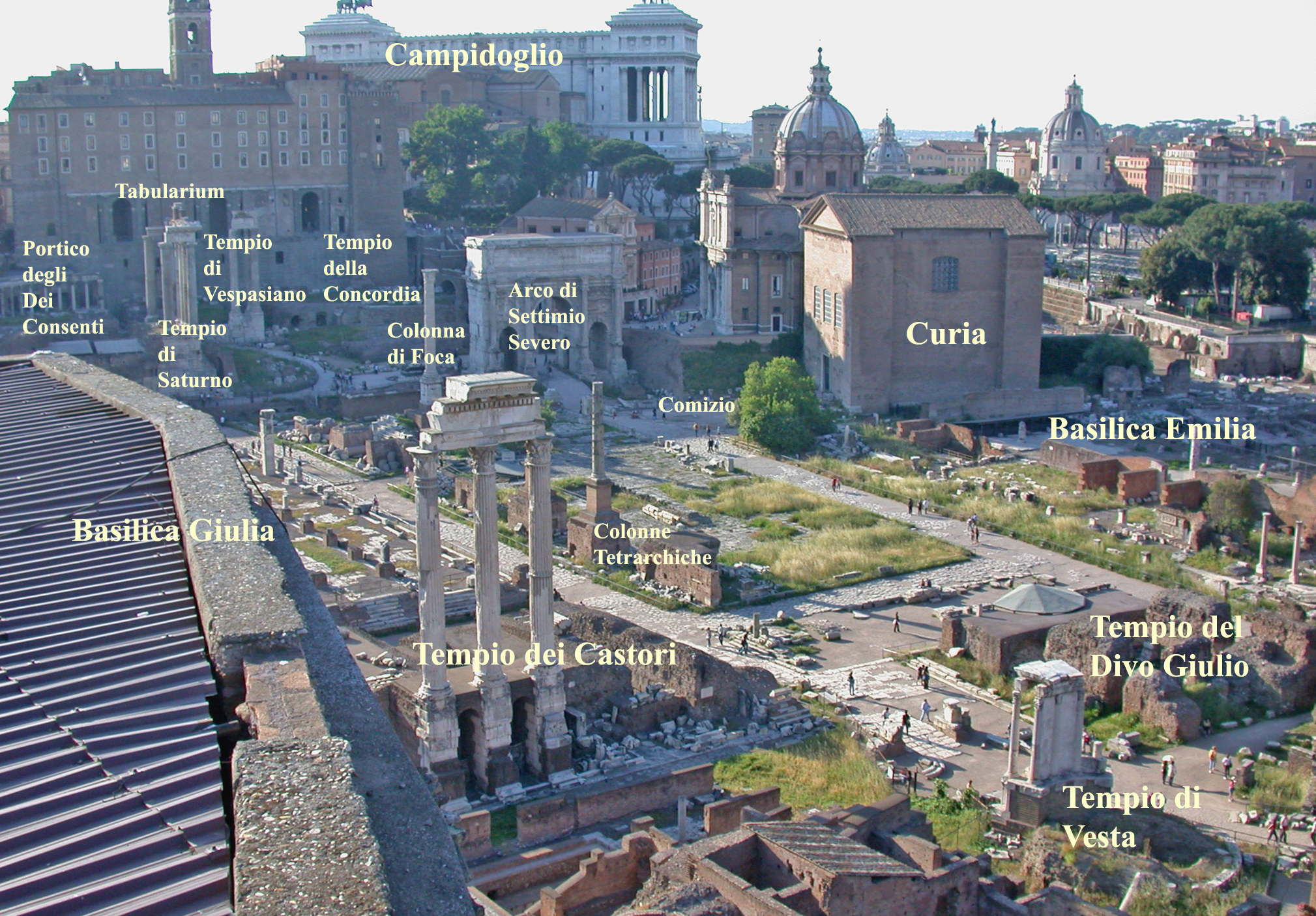
Il Foro Romano visto dal Palatino con indicazione degli edifici intorno alla piazza

La sistemazione definitiva dei Fori, avviata da Cesare, venne completata sotto Augusto: la piazza assunse una maggiore regolarità con la costruzione delle due grandi basiliche (Emilia e Giulia) sui lati lunghi, i nuovi Rostra sul lato della piazza in direzione del Campidoglio e il nuovo tempio del Divo Giulio, dedicato nel 29 a.C. da Augusto dopo la morte e la divinizzazione di Cesare. Il lato breve a sud-ovest del Foro si trovò a essere sistemato col tempio del Divo Giulio incorniciato dall'arco partico di Augusto e dal portichetto dell'Arco di Gaio e Lucio Cesari, escludendo alla vista i venerandi monumenti della Regia e del tempio di Vesta. Questa scelta va inquadrata nel periodo "cesariano" della politica di Augusto, prima della più prudente fase della restaurazione conservatrice.
A questa nuova fase edilizia imperiale sono da ricondurre anche le ricostruzioni dei templi della Concordia, rifatto da Tiberio nel 10 a.C. quasi a voler cancellare i segni della passata stagione delle guerre civili, e dei Càstori (7 a.C.), di dimensioni grandiose e da mettere in relazioni coi fratelli Tiberio e Druso in parallelo coi mitici fratelli Dioscuri. Al 2 d.C. risale l'iscrizione dedicatoria per Lucio Cesare, figlio ed erede designato di Augusto, posta a un'estremità della Basilica Emilia: i portici antistanti la basilica stessa erano infatti stati dedicati a Lucio e al fratello Gaio Cesare.
Alla fine la piazza ricostruita traboccava di edifici legati, nel nome o nella simbologia o nel sovvenzionamento dei restauri, alla Gens Iulia.
Di epoca flavia è la costruzione del Tempio di Vespasiano, vicino a quello della Concordia. Al di fuori dell'area del Foro propriamente detta fu contemporaneamente edificato l'arco di Tito, sulla Via Sacra verso la Velia, probabilmente voluto da Domiziano, Nella stessa area, davanti alla successiva basilica di Massenzio sono gli Horrea Vespasiani, i magazzini voluti dall'imperatore Vespasiano, di cui rimangono solo alcuni resti.
Del II secolo sono le costruzioni del Tempio di Antonino e Faustina, poi inglobato dalla chiesa di San Lorenzo in Miranda. Il Tempio di Venere e Roma, costruito da Adriano, si affaccia verso la valle del Colosseo.

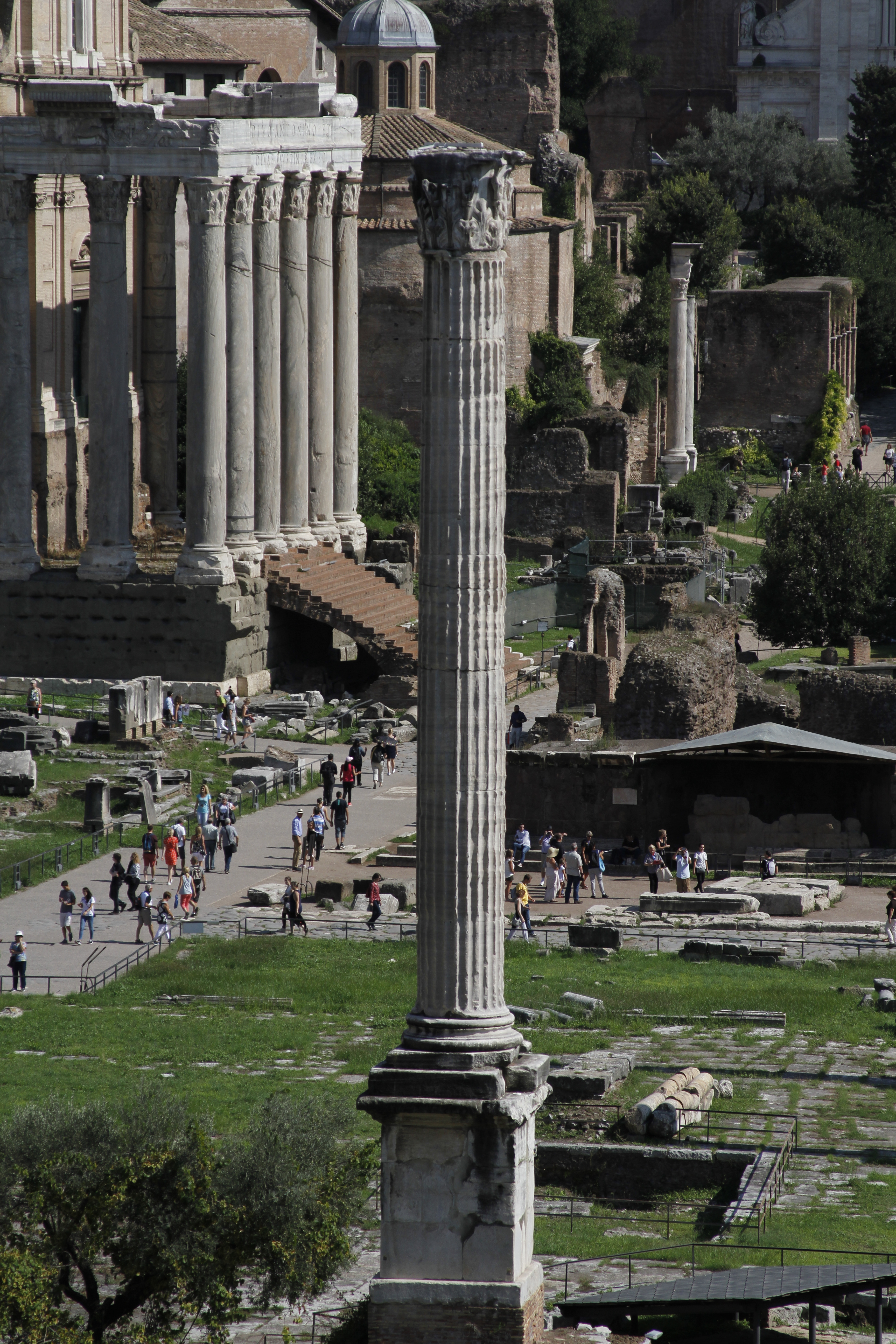
Colonna di Foca

Agli inizi del III secolo fu eretto sul percorso della via Sacra l'arco di Settimio Severo.
Sotto Diocleziano ai numerosi monumenti che allora dovevano ingombrare l'area della piazza, si aggiunsero cinque colonne su alti basamenti in muratura, che dovevano celebrare la Tetrarchia. Nel IV secolo fu costruita la basilica di Massenzio, terminata da Costantino I. Sotto Massenzio venne riadattato un ingresso rotondo per il Tempio della Pace, che doveva già essere in via di abbandono, per farne il tempio del Divo Romolo, dedicato al figlio, Valerio Romolo, morto prematuramente. A seguito della sconfitta dell'usurpatore Magnenzio (352), il praefectus urbi Nerazio Cereale dedicò una statua all'imperatore Costanzo II, la cui base è ancor oggi visibile a fianco dell'arco di Settimio Severo, in direzione della Curia.
Di epoca flavia, ma restaurato nel 367, è il portico degli Dei Consenti, a ridosso del Campidoglio, interessante testimonianza dell'ultimo paganesimo insieme all'ultima ricostruzione del tempio di Saturno.

### Periodo medievale

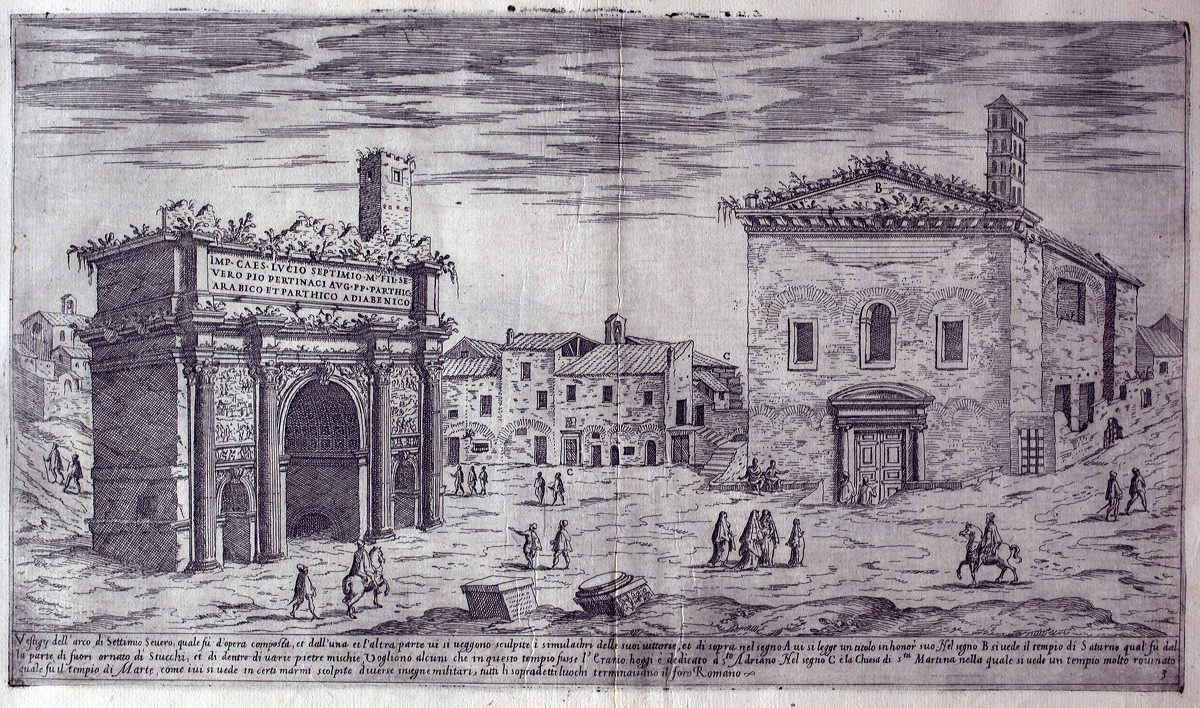
Vestigia dell'Arco di Settimio Severo. Incisione del 1575 di Étienne Dupérac

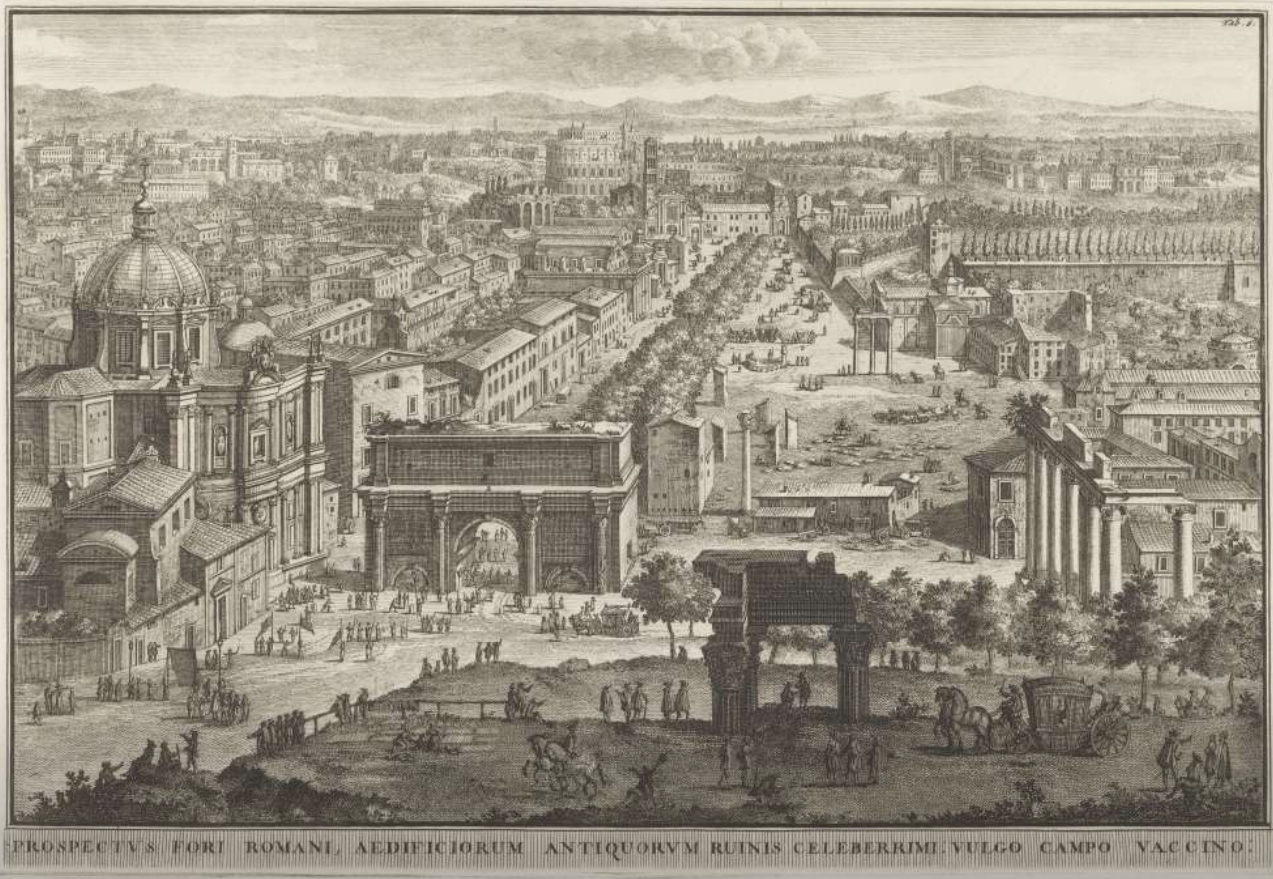
Vista del Foro Romano del 1729 di Jacobus Baptist.Rijksmuseum di Amsterdam

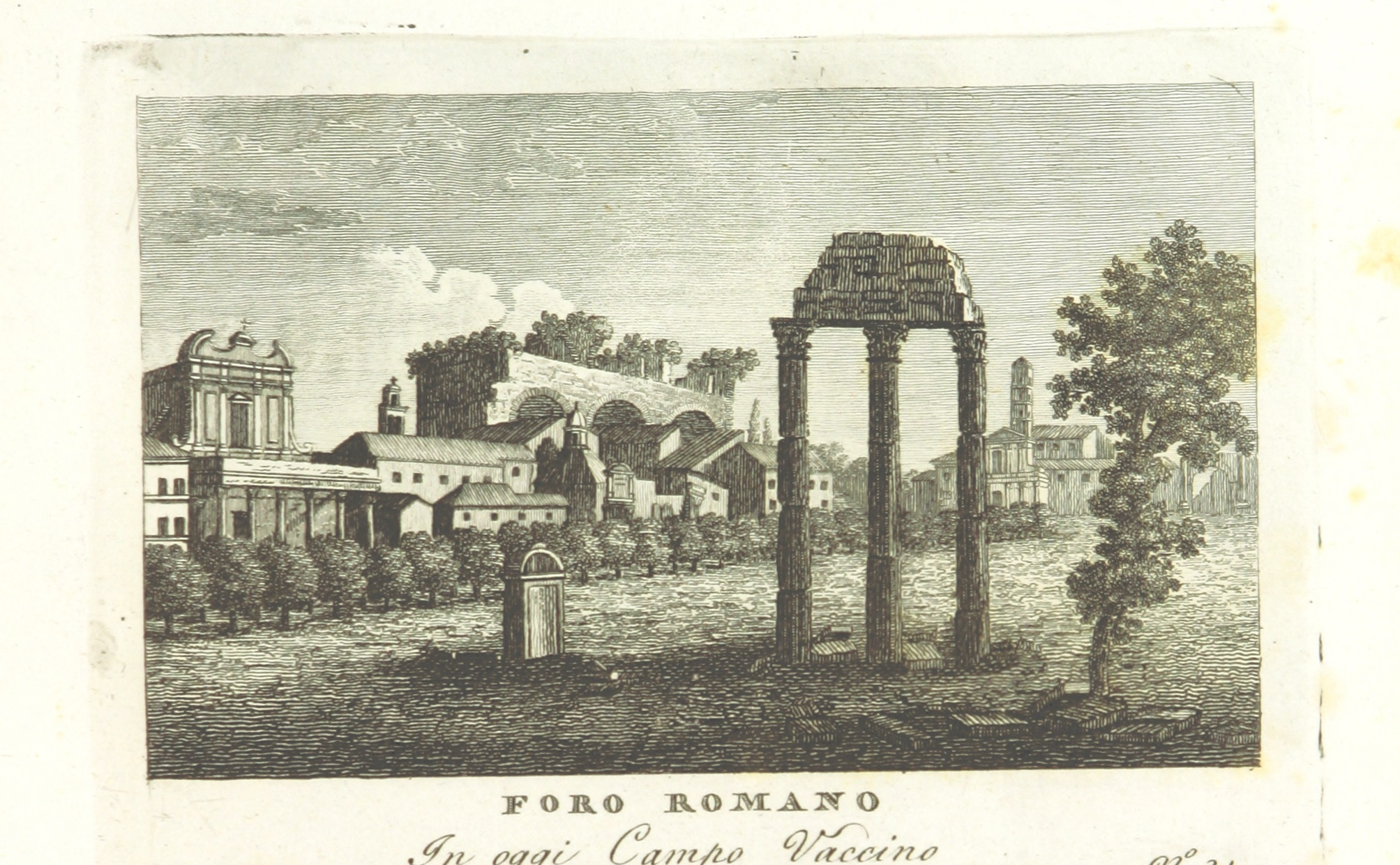
Il Campo Vaccino in una pubblicazione del 1820

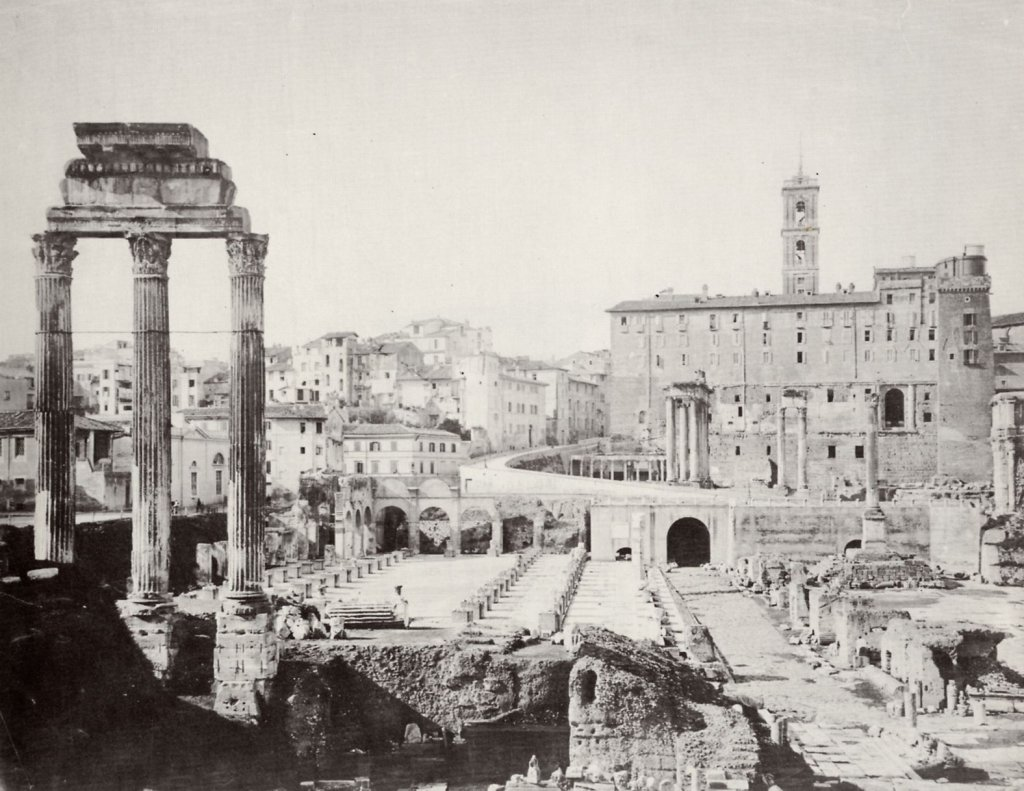
Il Foro Romano nel 1880.

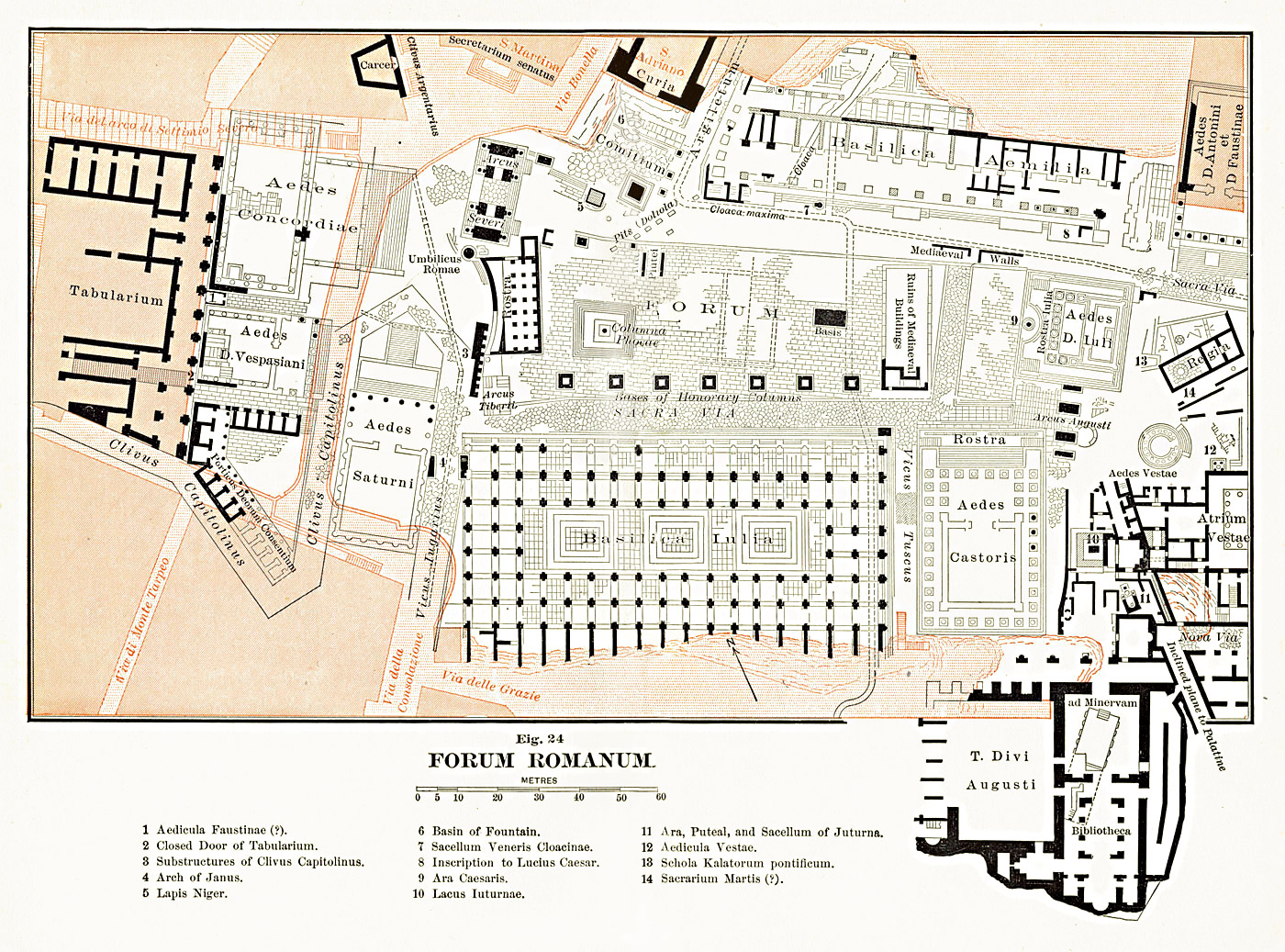
Pianta del Foro Romano del 1904

Nel V secolo la facciata dei Rostra fu prolungata verso nord-est: la parte nuova venne costruita in mattoni assai rozzamente, e anche questa ornata di rostra, per fissare i quali furono praticati dei buchi ancora osservabili. Un'epigrafe, su una sola riga, riporta la costruzione da parte del praefectus urbi, Giunio Valentino, sotto gli imperatori Leone I e Antemio (circa 470), in occasione di una vittoria navale contro i Vandali, da cui la struttura prende il nome di Rostri vandalici.
Il Foro seguì i destini della città, che aveva perso la sua antica importanza; molto di quanto è giunto ai giorni nostri lo si deve al riuso che i cristiani fecero degli antichi edifici pagani, come nel caso della Basilica dei Santi Cosma e Damiano, la più antica chiesa del Foro.
Al 608 risale l'ultimo monumento eretto nei Fori: si tratta della Colonna di Foca, posta per ordine del Senato romano allo scopo di onorare l'imperatore Foca, e al 630 la costruzione della Chiesa di Sant'Adriano al Foro Romano fatta sull'edificio della Curia Iulia.
L'ultimo comizio al Foro di cui si ha notizia, furono quelli che furono registrati nel 768 davanti alla chiesa di Sant'Adriano e che portarono al pontificato Papa Stefano III.
La generale decadenza del Foro continuò nei secoli successivi, dovuta da incuria ed abbandono come anche al riuso dei materiali per la costruzione di edifici religiosi. Intorno alla metà del XII secolo il foro era pressoché impraticabile, come descritto in un testo che trattava delle processioni e dei loro itinerari.
Sempre intorno a questo periodo ci si riferisce per la prima stesura delle Mirabilia Urbis Romae, una sorta di guida del pellegrino, che nonostante le molte invenzioni, per almeno tre secoli rappresentò la principale fonte scritta per ricostruire la topografia della città e del Foro.
Il foro ormai interrato per gran parte della sua estensione, era utilizzato come pascolo per gli animali domestici e come terreno seminativo, tanto che prese il nome di "Campo Vaccino".

### Periodo moderno
Lo scempio più emblematico si ebbe però nel Rinascimento: papa Giulio II (1503-1513) decise di sfruttare tutta la zona come cava di materiali da riutilizzare, molto spesso dopo averli trasformati in calce, nel progetto di rinnovamento edilizio e artistico della città da lui stesso avviato. Secondo i racconti di testimoni oculari come Pirro Ligorio, la distruzione dei monumenti fu rapidissima: a volte bastava un solo mese per demolire edifici quasi integri e a nulla valsero le proteste di Raffaello o le riserve espresse da Michelangelo. Nel tempio di Antonino e Faustina che rischiò come tutto il resto di essere completamente smantellato furono asportate le lastre marmoree che lo rivestivano; nella parte alta delle colonne, sono ancora oggi visibili i segni lasciati dalle corde nel tentativo di farle crollare.
Durante la visita a Roma di Carlo V, nell'aprile del 1536, si volle offrire al sovrano un ingresso trionfale, facendo passare lui e il suo seguito attraverso il Foro Romano, in buona parte interrato. Il tracciato reale della via Sacra era tuttavia allora sconosciuto e il percorso scelto per il corteo, un tracciato rettilineo tra l'arco di Tito e l'arco di Settimio Severo, non corrispondeva affatto al percorso antico della via.
Il Foro, ancora noto come Campo Vaccino, fu riscoperto a partire dal XVI secolo dagli artisti: le rovine affioranti nell'area del pascolo e di ritrovo costituivano, infatti, un soggetto singolare molto apprezzato dai pittori di vedute romane. Peraltro tra il XVII e il XVIII secolo il sito aveva perso di importanza, in quanto le cave di pietra si credevano esaurite, e veniva utilizzato principalmente come luogo di pascolo.
I primi scavi di carattere scientifico che interessarono l'area del foro romano, sollecitati anche dagli studi dell'archeologo e storico Johann Joachim Winckelmann, si devono all'ambasciatore svedese Carl Fredrik von Fredenheim, risalgono al 1788, scavi che portarono alla luce parte della Basilica Giulia. A questi primi scavi, a partire dal 1801, seguirono scavi più estesi e metodici dovuti all'archeologo e collezionista d'arte Carlo Fea, che per circa trent'anni, quindi sia sotto il governo napoleonico che sotto quello papale restaurato, mantenne il ruolo di Commissario delle Antichità di Roma, al quale si devono anche gli scavi del Pantheon.
Gli scavi avevano messo alla luce importanti zone del foro che però restavano tra loro isolate, cosicché il successivo obiettivo, riportare completamente alla luce i resti del foro come un unicum unitario, fu ugualmente perseguito, anche se con diversa intensità, dai successivi governi; quello ponteficio, quello della Repubblica romano e quello del Regno d'Italia, che diede un forte impulso al recupero dell'area.
La loro direzione, tra il 1870 e il 1885, fu affidata a grandi personalità nel campo dell'archeologia: Pietro Rosa, Giuseppe Fiorelli e  Rodolfo Lanciani. Importante fu anche il contributo del ministro Guido Baccelli, che permise l'eliminazione di due strade trasversali al Foro, permettendo che questo diventasse un unico parco archeologico.

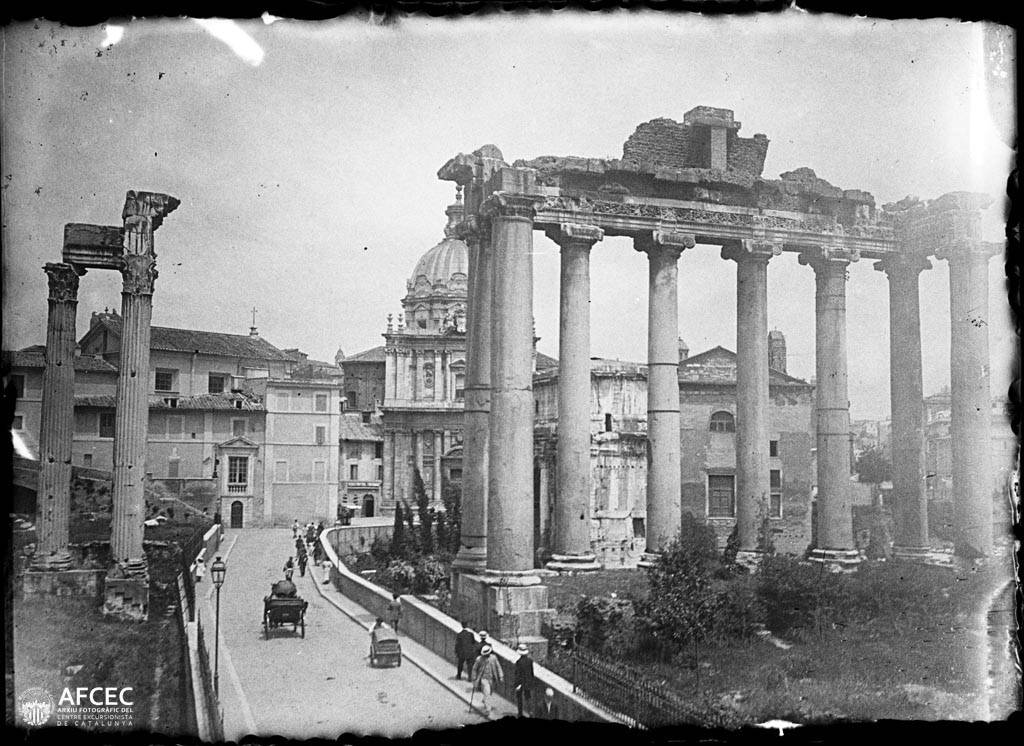
Via della Consolazione 1880 ca.

Agli scavi condotti sotto la direzione di Giacomo Boni tra il 1898 e il 1904, si deve la riscoperta di reperti antecedenti rispetto a quelli fino ad allora riportati alla luce, in massima parte risalenti all'epoca classica imperiale; ad esempio furono questi scavi a riportare alla luce la necropoli del tempio di Antonino Pio e Faustina o il Lapis niger.
Nel 1980, allo scopo di ricostruire l'unitarietà del percorso tra il Foro e il Campidoglio, fu demolito il tratto interno al foro di via della Consolazione, che passava tra le pendici del Campidoglio e il tempio di Saturno.
Tra il 2010 e il 2014, allo scopo di analizzare il percorso del Vico Iugario, l'area del foro compresa tra la Basilica Giulia e il Tempio di Saturno è stata interessata da indagini stratigrafiche e spaziali, che hanno provato, con la scoperta del tratto iniziale di una scalinata, come il secondo piano della Basilica fosse accessibile alle persone, oltre a riportare alla luce resti di un'abitazione del IX-X secolo d.C. .

## Edifici e monumenti

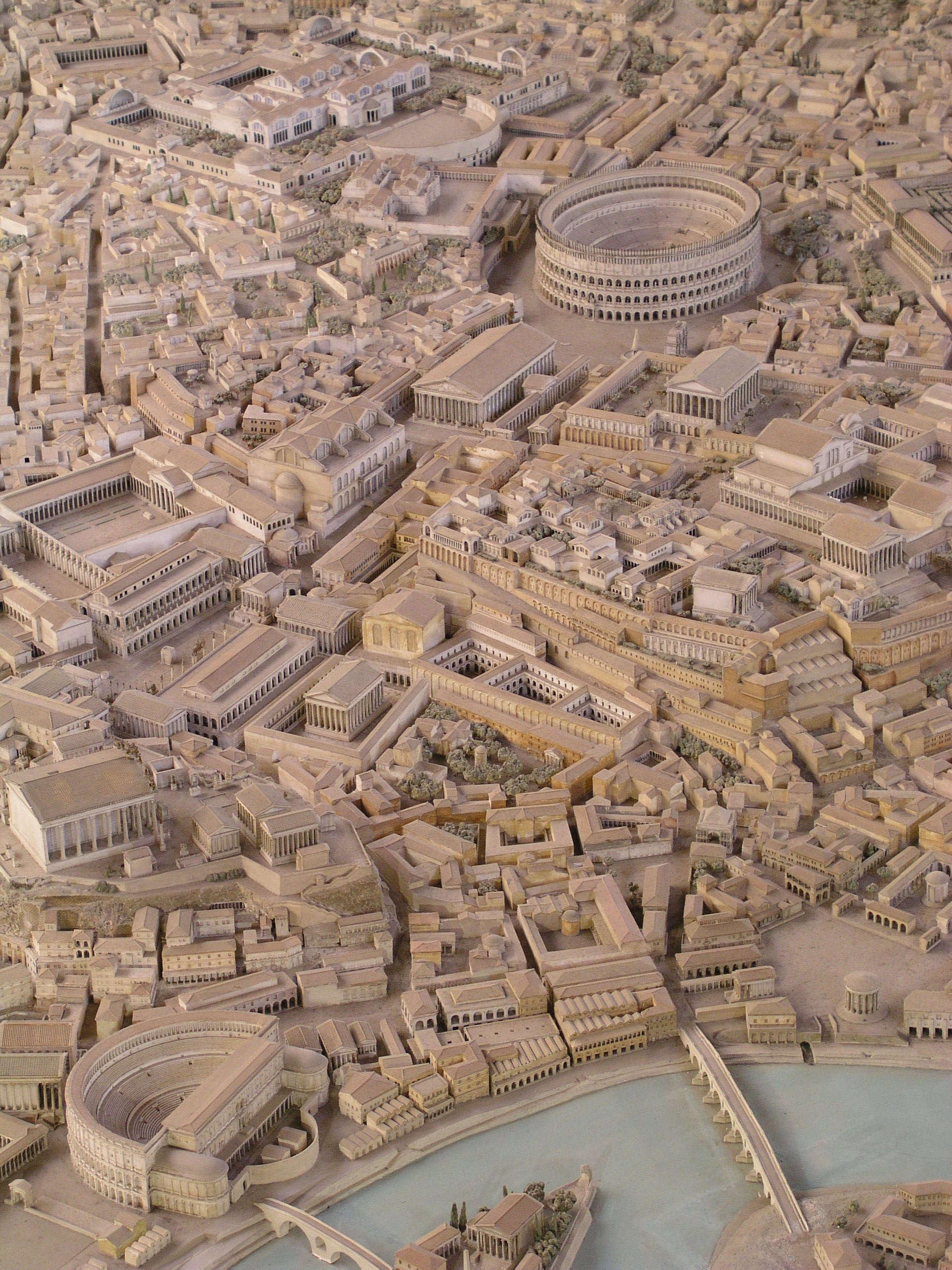
Il foro romano sulla sinistra, sullo sfondo il Colosseo, in basso l'isola Tiberina, da un diorama del Museo della civiltà romana all'EUR.

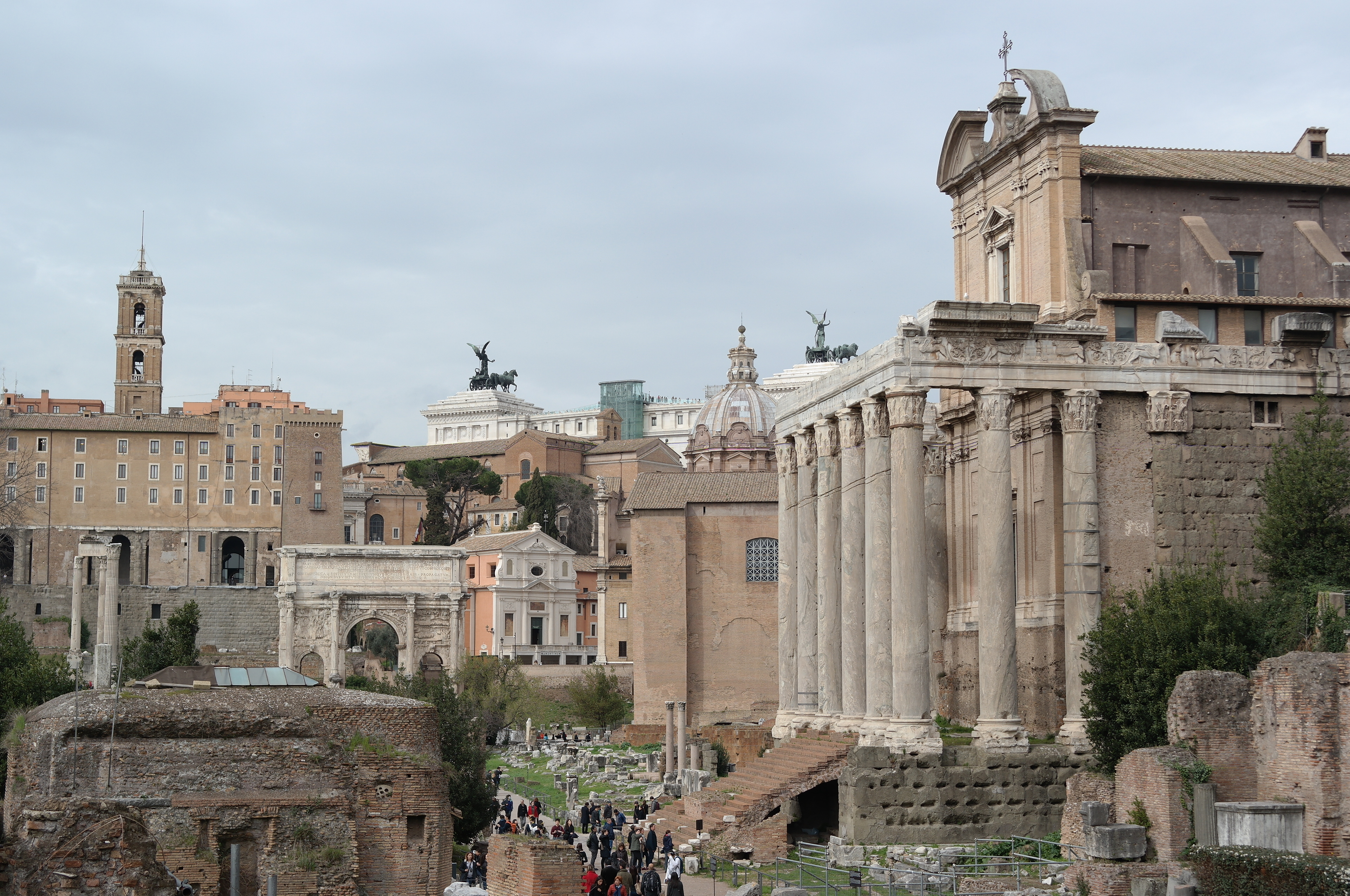
Veduta del foro, con il tempio di Antonino e Faustina a destra.

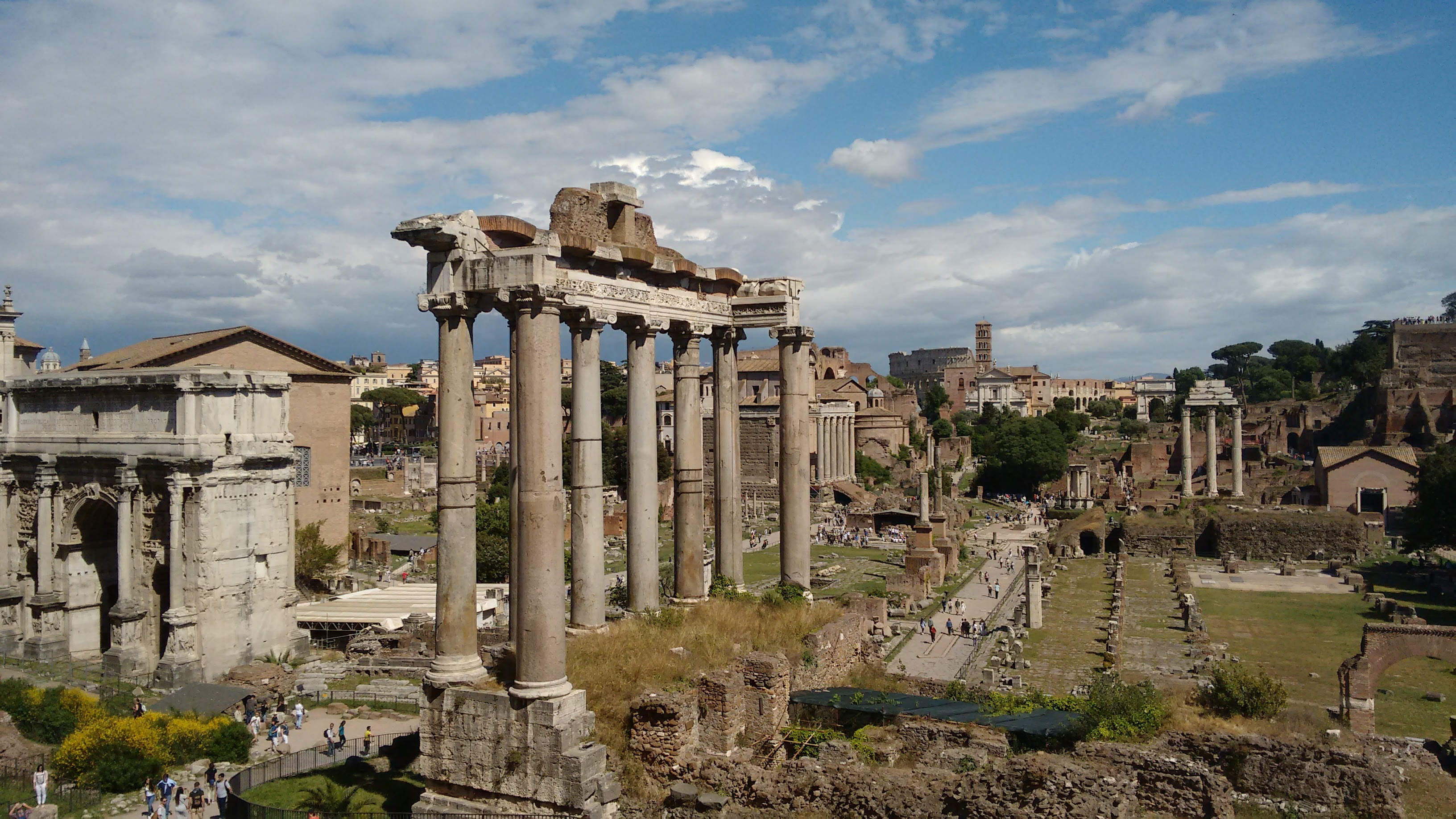
Vista del foro romano dal Campidoglio.

Elenco degli edifici e dei monumenti tuttora visibili o scomparsi nel Foro romano:
- Tabularium
- Basilica Emilia
- Sacello di Venere Cloacina
- Tempio di Giano
- Basilica Porcia
- Comizio
- Rostri
- Lapis niger
- Curia
  - Curia Hostilia
  - Curia Iulia
- Basi di monumenti onorari nel Foro romano
  - Base dei Decennalia
- Arco di Settimio Severo
- Rostra
- Colonna Menia
- Colonna rostrata di Gaio Duilio
- Umbilicus Urbis
- Miliario aureo
- Volcanal
- Tempio di Saturno
- Arco di Tiberio
- Portico degli Dei Consenti
- Tempio di Vespasiano e Tito
- Tempio della Concordia
- Basilica Opimia
- Carcere Tulliano o Mamertino
- Colonna di Foca
- Lacus Curtius
- Cavità della statua equestre di Domiziano (Equus Domitiani)
- Basilica Giulia
- Tempio di Augusto
- Tempio dei Castori
- Fonte di Giuturna
- Statio aquarum (ufficio degli acquedotti)
- Oratorio dei Quaranta Martiri
- Gruppo di edifici domizianei nel Foro Romano
- Chiesa di Santa Maria Antiqua
- Horrea Agrippiana
- Tempio del Divo Giulio
- Arco di Augusto
- Regia
- Arco di Gaio e Lucio Cesari
- Fornix Fabianus
- Tempio di Vesta
- Casa delle Vestali
- Tempio di Antonino e Faustina
- Necropoli del tempio di Antonino Pio e Faustina (Sepolcreto arcaico)
- "Carcere" repubblicano (non c'è prova che si trattasse di un carcere)
- Sacra via summa
- Tempio del Divo Romolo
- Portico medievale
- Horrea piperiana
- Basilica di Massenzio e Costantino
- Arco di Tito
- Tempio di Venere e Roma
- Tracce di una casa repubblicana
- Antiquarium Forense
- Cloaca Massima (il primo tratto si sviluppava nella zona compresa fra la basilica Emilia e la Giulia).

Come leggiamo nel De verborum significatione di Sesto Pompeo Festo, grammatico del II sec. d.C., essendo anche luogo di mercato, il foro era servito da canali di acqua corrente presso i quali usavano trattenersi indigenti e senza-dimora, i quali erano pertanto chiamati 'i canalicoli forensi'.

## La pavimentazione

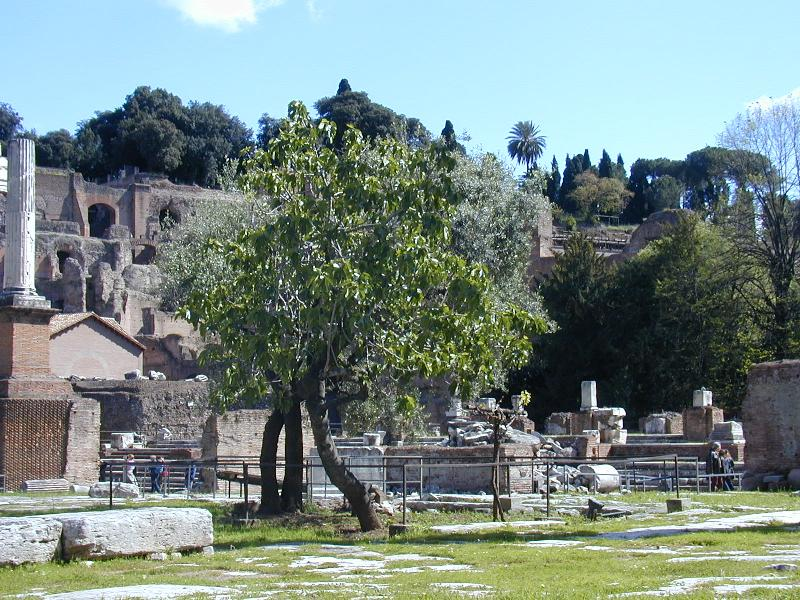
L'olivo, il fico e la vite

È comune asserire che la prima pavimentazione del Foro romano risale al primo periodo etrusco, databile verso la fine del VII secolo a.C. In seguito la piazza venne lastricata più volte nell'epoca repubblicana e in più punti sono state trovate tracce di questo stadio.
Il professor Andrea Carandini, peraltro, nel corso della sua pluridecennale campagna di scavi ha individuato una stratigrafia più profonda di quella sopra accennata, segnalando una prima pavimentazione del Foro risalente all'VIII sec. a. C. (cfr. e.p. La Repubblica, 21/2/2005).
Il pavimento attualmente visibile risale a una data vicina al 12 a.C. e ciò è stato provato grazie all'iscrizione a grandi caratteri ancora visibile (sebbene in parte frutto di restauri) presso la colonna di Foca e che si leggeva anche in un rilievo oggi ai Musei capitolini. Vi è citato L. Naevius L. f. Surdinus pr., un personaggio che era incaricato di dirimere i giudizi tra Romani e stranieri vissuto appunto in tale data. Il significato da dare all'iscrizione è infatti quello di tributare il finanziatore del rifacimento della pavimentazione, come avviene anche in altri casi di colonie romane (Terracina, Sepino, Velleia, ecc.). La nuova sistemazione dovette essere resa necessaria dopo l'incendio che, sempre nel 12 a.C., distrusse gran parte del Foro, compresa la basilica Emilia, la basilica Giulia, il tempio di Vesta e quello dei Càstori.

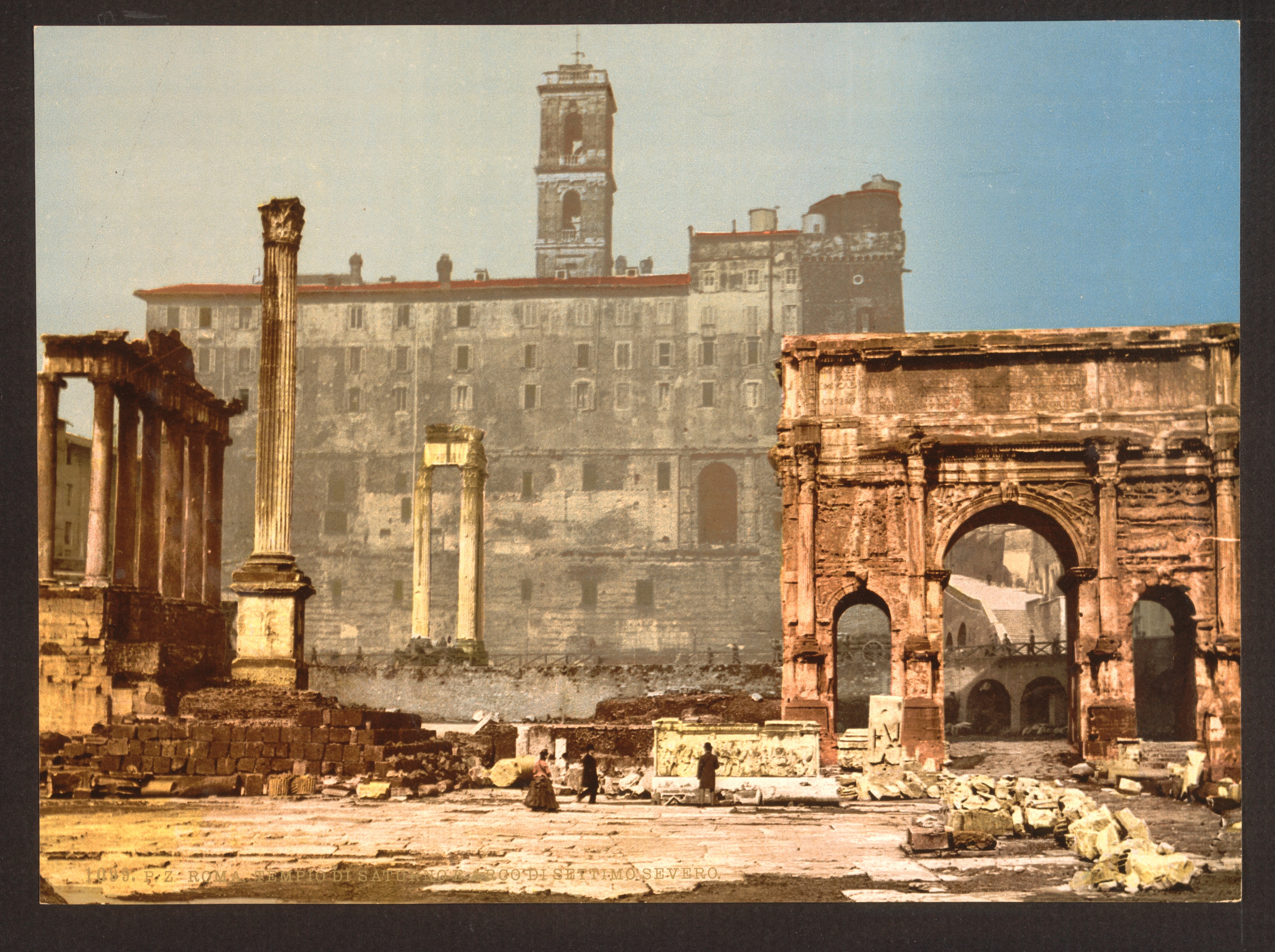
Il Foro tra il 1890 e il 1900

Tra i Rostri e il Lacus Curtius si possono notare ampie tracce della pavimentazione precedente, di epoca cesariana; qui è inoltre possibile vedere dei fori che danno accesso a una serie di gallerie che si estendono sotto tutto il Foro, opera anche questa di epoca cesariana. Poiché durante gli scavi vennero alla luce resti di attrezzature lignee di montacarichi, ciò venne messo in relazione con l'uso del Foro per spettacoli di gladiatori effettuati in epoca repubblicana. Le aperture vennero chiuse dalla pavimentazione di Surdinus e proprio in quegli anni veniva costruito il primo anfiteatro stabile nel Campo Marzio (l'anfiteatro di Statilio Tauro).
La colonna di Foca, ultimo monumento a venire eretto nella piazza del Foro, ci conferma come nel 608 d.C. il livello del calpestio fosse ancora quello dell'età augustea.
Davanti ai Rostri si trova una zona quadrata non pavimentata: qui si trovavano gli alberi simbolici del fico, l'olivo e la vite, ripiantati in epoca recente. Qui poteva trovarsi anche la statua di Marsia, rappresentata al centro del Foro nei rilievi traianei dentro la Curia Iulia.
Un'area trapezoidale vicino all'iscrizione di Surdunus ha una pavimentazione a livello più basso, che corrisponde a quella di epoca cesariana e, in alcuni punti, lascia intravedere quella ancora più antica in blocchi di tufo. Qui, verso est, un dodecagono in cappellaccio (tufo friabile) sorregge un basamento circolare, con un'apertura al centro, che doveva essere un pozzo, molto probabilmente il Lacus Curtius.

## Visitatori
Nel 2016 il circuito archeologico del Colosseo, Foro Romano e Palatino ha ottenuto 6 408 852 visitatori, risultando il secondo sito museale statale italiano più visitato, alle spalle del Pantheon. Qui di seguito trovate un andamento complessivo del "Circuito archeologico Colosseo, Foro romano e Palatino" degli ultimi quindici anni, sulla base dei dati dell'ufficio statistico dei beni culturali italiani:
Dal 1º gennaio 2017, in occasione dell'apertura gratuita dei luoghi di cultura, ogni prima domenica del mese sarà aperto il cancello che separa il Foro Romano dall'area dei Fori Imperiali la cui gestione è della Sovrintendenza capitolina ai beni culturali, creando così un unico grande percorso nell'area archeologica centrale.
Grazie a un'intesa tra la Sovrintendenza Capitolina ed il MiBAC, il percorso unitario dal Palatino al Foro romano ai Fori imperiali, al prezzo di un singolo biglietto giornaliero dal costo di 16 euro, è entrato in fase di collaudo a partire dal 29 giugno 2019, per poi entrare a pieno regime dal 1º gennaio 2020.
| anno | visitatori totali | introiti lordi | prezzo medio entrata |
| ---- | ----------------- | -------------- | -------------------- |
| 2015 | 6.551.046         | 44613000,00 €  | 6,81 €               |
| 2014 | 6.171.702         | 41440839,00 €  | 6,71 €               |
| 2013 | 5.625.219         | 39657672,00 €  | 7,05 €               |
| 2008 | 4.777.989         | 32284235,70 €  | 6,76 €               |
| 2003 | 3.135.905         | 18475072,00 €  | 5,89 €               |
| 1998 | 2.811.076         | 11196963,23 €  | 3,98 €               |